# گروه ویژه اقدام مالی
گروه ویژه اقدام مالی (به انگلیسی: FATF یا Financial Action Task Force) به اختصار اِف‌اِی‌تی‌اِف یا فَت‌اِف (به فرانسوی: Groupe d'action financière (GAFI))، یک سازمان بین‌دولتی است که در سال ۱۹۸۹ میلادی با ابتکار گروه هفت با نگرش به سیاست‌های توسعه برای مبارزه با پول‌شویی بنیاد شده است. این سازمان در سال ۲۰۰۱ به کارزار مبارزه با تأمین مالی تروریسم پیوست. دبیرخانه اِف‌اِی‌تی‌اِف در مقر سازمان توسعه و همکاری اقتصادی در پاریس قرار دارد.
در گذر زمان، فعالیت‌های این گروه گسترده‌تر شد و در نتیجه در سال ۲۰۱۲ مقابله با تأمین مالی فعالیت‌های اشاعه‌ای نیز به مأموریت این گروه افزوده شد و در همین سال واپسین ویرایش توصیه‌های خود را برای مقابله با جرایم مالی (تأمین مالی تروریسم، تأمین مالی فعالیت‌های اشاعه‌ای، پول‌شویی و غیره) منتشر کرد. عنوان این توصیه‌نامه «استانداردهای بین‌المللی در مبارزه با پول‌شویی و تأمین مالی تروریسم و اشاعه‌گری» است.
این گروه میزان پیشرفت کشورهای عضو در زمینه پیاده‌سازی توصیه‌های این گروه را رصد می‌کند. همچنین پیشرفت تصویب و اجرای توصیه‌های گروه در سطح جهان را نیز نظارت می‌کند. بر اساس همین رصد و نظارت، گروه کاری اقدام مالی کشورها را به سه دسته تقسیم کرده است. یک دسته کشورهایی هستند که از نظر این گروه کاملاً بر توصیه‌های این گروه منطبق بوده و آن‌ها را اجرا کرده‌اند. این گروه بیشتر کشورهای توسعه‌یافته هستند. گروه دوم کشورهایی هستند که درحال پیشرفت و تطبیق با استانداردهای مشخص‌شده هستند. دسته آخر کشورهایی هستند که همکاری با این گروه نداشتند و بنابراین از نظر گروه، آنان کشورهای دارای خطر پولشویی و تأمین مالی تروریسم هستند. این دسته خود به دو دسته تقسیم می‌شوند. یک دسته کشورهایی که علیه آن‌ها «اقدام متقابل» انجام نمی‌شود. دسته دیگر آن‌هایی هستند که علاوه‌بر بودن در فهرست سیاه علیه‌شان اقدام متقابل نیز صورت می‌گیرد.
از ۲۵ اکتبر۲۰۲۴، تنها کشورهای ایران، کره شمالی و میانمار در فهرست سیاه اف‌ای‌تی‌اف قرار دارند.یکی از دلایل اصلی باقی ماندن ایران در فهرست سیاه اِف‌اِی‌تی‌اِف، شکست و عدم اجرای قوانینی است که بتواند جلوی تأمین مالی سازمان‌های تروریستی را بگیرد. اگرچه ایران پیشتر چنین قانونی را تصویب کرده بود، اما سازمان‌هایی که در برابر سلطه استعماری و اشغال خارجی مبارزه می‌کنند، از این قانون مستثنا شدند و این امر به ایران اجازه داد تا حمایت مالی محور مقاومت خود از حزب‌الله، حماس، حوثی‌ها و القاعده را ادامه دهد. در هر حال، اِف‌اِی‌تی‌اِف در این مورد، این استثنا را رد کرد و تصمیم به حفظ ایران در فهرست سیاه خود گرفت.

## تاریخچه
گروه ویژه اقدام مالی پول‌شویی (فت‌اف) در سال ۱۹۸۹ در نشست سران جی۷ در پاریس برای مبارزه با مشکل رو به رشد پول‌شویی تأسیس شد. نیروی ویژه موظف به مطالعه روندهای پولشویی، نظارت قانونی، و اجرای قوانین مالی در سطوح ملی و بین‌المللی شده است. این سازمان در زمان ایجاد شامل ۱۶ عضو بوده است.

## دستورالعمل اتحادیه بین‌المللی مبارزه با پول‌شویی
اتحادیه اِف‌اِی‌تی‌اِف دارای یک دستورالعمل ۴۰ ماده‌ای است که کلیه جنبه‌های مبارزه با پول‌شویی را دربر می‌گیرد. از آغاز به فعالیت اتحادیه اِف‌اِی‌تی‌اِف، مشخص بود که کشورهای عضو این اتحادیه دارای نظام‌های مالی و قانونی متفاوت با یکدیگر می‌باشند و نمی‌توانند معیارهای یکسانی داشته باشند و برای مبارزه با پول‌شویی از رفتار یکسانی پیروی کنند؛ بنابراین، دستورالعمل اجرایی اتحادیه اِف‌اِی‌تی‌اِف به صورتی نوشته شده است که هم قابل اجرا توسط همه اعضا باشد و هم اینکه مبادلات پولی قانونی کشورهای عضو را محدود نکند و مانع توسعه اقتصادی کشورها نشود.

## بیانیه مشترک (فهرست سیاه)
گروه ویژه اقدام مالی پول‌شویی (اِف‌اِی‌تی‌اِف) همواره یک بیانیه دارد که در آن یک فهرست از کشورهایی که مقررات مالی و پولشویی نگران‌کننده‌ای دارند منتشر می‌کند و در آن از اعضای خود و دیگر کشورها می‌خواهد که در فعالیت‌های اقتصادی خود و روابط مالی دو جانبه بیشترین دقت را به‌منظور جلوگیری از فعالیت‌های تروریستی و پولشویی به‌خرج دهد. در فهرست منتشرشده تا سال ۲۰۱۵ کشورهای ایران و کره شمالی به‌عنوان کشورهای خطرناک شناخته شده‌اند اما بنا به تعهد ایران به اجرای «برنامه اقدام» در ۱۲ ماه آینده (سال ۲۰۱۶)، اقدامات متقابل علیه ایران برای مدت یک سال به تعلیق درآمد. اما این مسئله با مخالفت عده‌ای روبرو شده که آن را برخلاف منافع ملی و کاپیتولاسیونی دیگر قلمداد کرده‌اند.
اثر قرارگیری در فهرست سیاه شایان توجه بوده و با وجود این که بر اساس حقوق بین‌الملل فهرست سیاه اِف‌اِی‌تی‌اِف هیچ‌گونه تحریم رسمی را با خود به همراه ندارد، در واقعیت کشور قرار گرفته در فهرست سیاه اِف‌اِی‌تی‌اِف اغلب خود را در معرض فشار مالی می‌بیند.
هنگامی که نام کشوری در فهرست دولت‌های غیرهمکار و مناطق پرخطر گروه اقدام مالی قرار داشته باشد، بانک‌ها و مؤسسات مالی و اعتباری مهم جهان، در برخورد با بانک‌ها و شرکت‌های آن کشور، نهایت احتیاط را به خرج می‌دهند و گاه به همین دلیل از برقراری روابط با آن‌ها خودداری می‌کنند و حتی همچون شرایط پیش از برجام هرگونه فعالیت بانکی ایران را تحریم کرده بودند اما احتمال این نیز می‌رود پس از پذیرفتن طرف ایرانی کماکان کشورهای اروپایی و دیگر متحدان آمریکایی از رابطه سرباز بزنند.
در تاریخ ۲ اسفند ۱۳۹۸ ایران به فهرست سیاه اف‌ای‌تی‌اف اضافه شد. براساس بیانیه‌ای که در پایان نشست دوره‌ای این سازمان صادر شد، از همه کشورها می‌خواهد که اقدامات مقابله‌ای را در مبادلات مالی با ایران بکار بگیرند و مطمئن شوند که خطر پولشویی و تأمین مالی تروریسم از درون نظام بانکی ایران دامن کشورهای دیگر را نگیرد.
گروه ویژه اقدام مالی علیه پولشویی، اِف‌اِی‌تی‌اِف، جمهوری اسلامی ایران را به‌دلیل پایبند نبودن به مقررات این نهاد کماکان در فهرست سیاه خود نگه می‌دارد. مارکوس پیلر، رئیس گروه ویژه اقدام مالی روز شنبه ۲۴ اکتبر ۲۰۲۰، با تأکید بر این موضوع، از دولت‌های جهان خواست که تدابیر مؤثر را علیه کشورهایی چون ایران و کره‌شمالی اعمال کنند.

## ایران

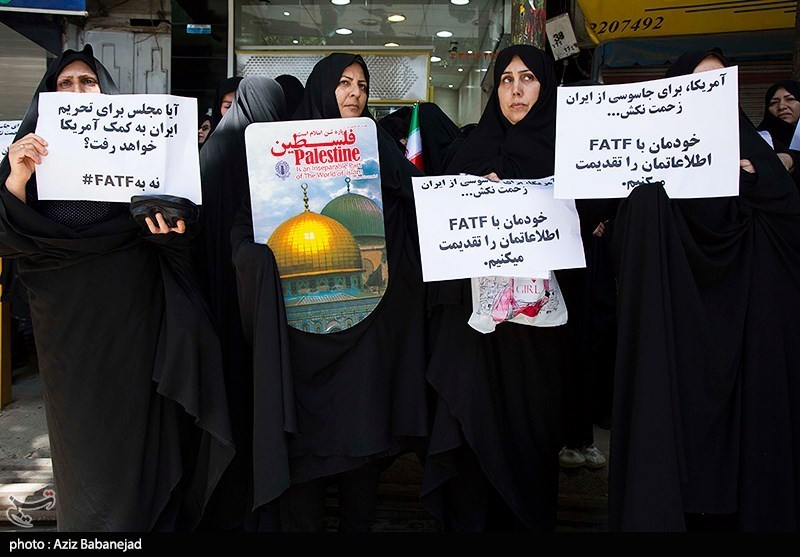
مخالفت و تقبیح اِف‌اِی‌تی‌اِف توسط راهپیمایان روز قدس در خرم‌آباد، ۱۳۹۷

این گروه ویژه یکی از نهادهای ناظر بر اقدام‌های مالی ایران پس از امضای برجام است.
برخی روزنامه‌ها و رسانه‌ها، پس از انجام توافق برجام میان ایران و ۵+۱، دولت ایران را محکوم به فروش اطلاعات بانکی در برابر وعده نسیه کردند. همچنین در بخشی دیگر از انتقادها عنوان کرده‌اند که ایران با عضویت در اِف‌اِی‌تی‌اِف به تحریم نهادهای نظامی خود مانند وزارت دفاع، قرارگاه خاتم‌الانبیا، قرب نوح و غیره می‌پردازد. در ادامه انتقادها از برجام و عضویت در اِف‌اِی‌تی‌اِف ادعا شده که بانک‌های سپه و ملت ارائه خدمات به قرارگاه سازندگی خاتم‌الانبیاء سپاه پاسداران را محدود کرده‌اند.
در پاسخ به انتقادها، بهرام قاسمی سخنگوی وزارت امور خارجه ایران، دربارهٔ اِف‌اِی‌تی‌اِف گفت:
این توافق هیچ ربطی به برجام ندارد و در دولت قبلی به صورت لایحه ارائه شد که مجلس هم تصویب کرد اما به دلیل تحریم و قطع ارتباط مالی با دنیا این موضوع را نمی‌دیدیم اما امروز که تحریم‌ها برداشته شده این مسئله خود را نشان داده است. تعداد کشورهای عضو این کنوانسیون بیش از تعداد اعضای سازمان ملل است و برای فعالیت بین‌المللی یکسری موارد را باید انجام دهیم. ما با موضوع پولشویی مشکلی نداریم اما چنین نیست که ایران همه اطلاعات مالی خود را اعلام کند. بحث دیگر مبارزه با تروریسم است، ما به عنوان قربانی تروریسم خود را پیشقراول مبارزه با آن می‌دانیم و کسانی که از پولشویی استفاده می‌کنند گروه‌های کودک کش تروریستی هستند. دربارهٔ نگرانی آنها در رابطه ایران با حزب‌الله باید بگویم که ما حزب‌الله را افتخار می‌دانیم.
حسین قضاوی، معاون وزیر امور اقتصادی و دارایی نیز در مورد محدودیت و عدم امکان ارائه خدمات بانکی از سوی بانک‌های ایرانی به نهادهای تحریم شده کشور، اظهار داشت: «ربطی به بحث‌های مبارزه با پولشویی و اِف‌اِی‌تی‌اِف ندارد و این تحریم‌ها، بخش باقی‌مانده تحریم‌ها پس از برجام است که به صورت عمومی به اقتصاد کشور تحمیل شده است.»
در ۳۰ خرداد ۱۳۹۷، سید علی خامنه‌ای در دیدار با رئیس، نمایندگان و جمعی از کارکنان مجلس شورای اسلامی گفت که مجلس «باید مستقلاً در موضوعاتی مثل مبارزه با تروریسم یا مبارزه با پولشویی قانونگذاری کند» و پیوستن به اِف‌اِی‌تی‌اِف را به مجلس واگذار کرد.
اِف‌اِی‌تی‌اِف برای واپسین بار اعلام کرد مهلت پایانی ایران برای پیروی از معیارهای بین‌المللی، فوریه ۲۰۲۰ است و پس از آن، این نهاد از همه اعضای خود درخواست خواهد کرد تا اقدامات متقابل انجام دهند. در بیانیه منتشر شده آمده است: «اگر ایران پیش از فوریه ۲۰۲۰ کنوانسیون‌های پالرمو و تأمین مالی تروریسم را همراستا با استانداردهای اِف‌اِی‌تی‌اِف به صورت قانون تصویب نکند، سپس اِف‌اِی‌تی‌اِف تعلیق اقدامات متقابل را به‌طور کامل برمی‌دارد و از اعضایش می‌خواهد تا اقدامات متقابل مؤثر همراستا با توصیه نامه ۱۹ اجرایی کنند».
این چهارمین باری است که گروه ویژه اقدام مالی وضعیت ایران را در برابر اقدامات متقابل تمدید کرده است. اِف‌اِی‌تی‌اِف پیش از این سه بار مهلت‌های چهارماهه برای ایران برای اجرای درخواست‌های این کارگروه در نظر گرفته بود.
ایران اغلب خواسته‌های گروه اقدام مالی را اجرا کرده است اما با این حال این کارگروه وضعیت ایران را از شرایط خاکستری به سفید تغییر نداده است. بسیاری از مقامات وقت آمریکایی از جمله مایک پمپئو، وزیر امور خارجه آمریکا و مقامات ارشد وزارت خزانه‌داری این کشور، بارها خواستار اجرای بی قید و شرط الزامات اِف‌اِی‌تی‌اِف از سوی ایران شده‌اند. اجرای الزامات اِف‌اِی‌تی‌اِف مبادلات مالی خارجی و داخلی ایران را برای طرف‌های غربی شفاف می‌کند و به گفته منتقدان دست ایران را برای مقابله و دور زدن تحریم‌های آمریکا می‌بندد.
در بیانیه اکتبر ۲۰۱۹، اِف‌اِی‌تی‌اِف هفت درخواست از جمهوری اسلامی ایران مطرح کرده است:
1. حذف استثناء سازمان‌های رهایی‌بخش از اشغال خارجی، استعمار و نژادپرستی از تعاریف سازمان‌های تروریستی در قوانین جمهوری اسلامی ایران.
2. شناسایی و مسدود کردن دارایی‌های گروه‌های تروریستی بر اساس قطعنامه‌های شورای امنیت سازمان ملل
3. ایجاد نظام مؤثر و قابل اجرا برای بررسی مشتریان نظام مالی
4. شفاف‌سازی سازوکارهای گزارش دادن تراکنش‌های مشکوک به تأمین مالی گروه‌های تروریستی در هنگام درخواست این گزارش‌ها
5. مشخص کردن سازوکار شناسایی و محدود کردن ارائه دهندگان تراکنش‌های غیرقانونی
6. تصویب و اجرای کنوانسیون پالرمو و مبارزه با تروریسم و شفاف‌سازی توانمندی ایران برای همکاری‌های حقوقی
7. کسب اطمینان از اینکه مؤسسات مالی اطلاعات فرستنده و گیرنده تراکنش‌ها را تأیید می‌کنند.

در عین حال در این بیانیه اعلام شده است که اگر جمهوری اسلامی ایران تا پیش از فوریه ۲۰۲۰ کنوانسیون پالرمو و مبارزه با تروریسم را اجرایی نکند، اِف‌اِی‌تی‌اِف از اعضای خود برای مقابله با ایران درخواست خواهد کرد (ورود به فهرست سیاه) و درخواستی مبنی بر اجرای کامل همه موارد بالا نشده است.
در تاریخ ۲ اسفند ۱۳۹۸ ایران دوباره به فهرست سیاه اف‌ای‌تی‌اف اضافه شد. براساس بیانیه‌ای که در پایان نشست دوره‌ای این سازمان صادر شد، از همه کشورها می‌خواهد که اقدامات مقابله‌ای را در مبادلات مالی با ایران به‌کار بگیرند و مطمئن شوند که خطر پولشویی و تأمین مالی تروریسم از درون نظام بانکی ایران دامن کشورهای دیگر را نگیرد.

### موضع‌گیری‌ها
مایک پمپئو، وزیر امور خارجه ایالات متحده آمریکا، بازگرداندن نام نظام جمهوری اسلامی ایران به فهرست سیاه این سازمان را ستود و گفت که رژیم ایران باید به حداقل استانداردهایی که همه کشورهای جهان به آن متعهد هستند، عمل کند. وی افزود: «رژیم ایران باید با عواقب سرپیچی از استانداردهای جهانی در تصویب معاهده‌های پالرمو و حمایت مالی از تروریسم، روبرو شود».
سناتور تام کاتن، نماینده جمهوری‌خواه ایالت آرکانزاس در مجلس سنای آمریکا، در پیامی در توئیتر نوشت: «هرچه بکاری، همان را درو می‌کنی. جای خوشحالی است که می‌بینم جامعه جهانی رژیم ایران را به دلیل ادامه تأمین مالی تروریسم و برنامه‌های پولشویی، در فهرست سیاه قرار داده است».

## اعضا
این سازمان شامل اعضای قضایی، سازمان‌های منطقه‌ای، اعضای ناظر، اعضای وابسته و در پایان سازمان‌های ناظر است که بر اساس گزارش سالیانه اِف‌اِی‌تی‌اِف در مجموع ۱۹۴ کشور در سراسر جهان را پوشش می‌دهد که از میان آن‌ها ۳۸ کشور به‌عنوان اعضای قضایی و ۲ سازمان «کمیسیون اروپا» و «شورای همکاری خلیج فارس» به‌عنوان سازمان‌های منطقه‌ای فعالیت می‌کنند.
سازمان‌های منطقه‌ای
1. کمیسیون اروپا
2. شورای همکاری خلیج فارس

کشورها و سایر حوزه‌های قضایی
1. آرژانتین
2. استرالیا
3. اتریش
4. بلژیک
5. برزیل
6. کانادا
7. چین
8. دانمارک
9. فنلاند
10. فرانسه
11. آلمان
12. یونان
13. هنگ کنگ (در ابتدا در ۱۹۹۱، تحت عنوان  هنگ کنگ بریتانیا به آن پیوست)
14. ایسلند
15. هند
16. اندونزی
17. جمهوری ایرلند
18. اسرائیل
19. ایتالیا
20. ژاپن
21. لوکزامبورگ
22. مالزی
23. مکزیک
24. هلند (شامل  هلند,  آروبا,  کوراسائو و  سنت مارتین)
25. نیوزیلند
26. نروژ
27. پرتغال
28. روسیه (تعلیق‌شده)[۲۸]
29. عربستان سعودی
30. سنگاپور
31. آفریقای جنوبی
32. کره جنوبی
33. اسپانیا
34. سوئد
35. سوئیس
36. ترکیه
37. بریتانیا
38. ایالات متحده آمریکا